# Brani musicali al numero uno in Italia (2012)
La presente lista elenca le canzoni che hanno raggiunto la prima posizione nella classifica settimanale italiana Top Singoli, stilata durante il 2012 dalla Federazione Industria Musicale Italiana, in collaborazione con la GfK Retail and Technology Italia.
| Settimana                             | Brano                        | Artista/i                      | Totale settimane al numero 1 |
| ------------------------------------- | ---------------------------- | ------------------------------ | ---------------------------- |
| Settimana 1 (2-8 gennaio)             | Distratto                    | Francesca Michielin            | 1                            |
| Settimana 2 (9-15 gennaio)            | Ai se eu te pego             | Michel Teló                    | 9                            |
| Settimana 3 (16-22 gennaio)           | Ai se eu te pego             | Michel Teló                    | 9                            |
| Settimana 4 (23-29 gennaio)           | Ai se eu te pego             | Michel Teló                    | 9                            |
| Settimana 5 (30 gennaio-5 febbraio)   | Ai se eu te pego             | Michel Teló                    | 9                            |
| Settimana 6 (6-12 febbraio)           | Ai se eu te pego             | Michel Teló                    | 9                            |
| Settimana 7 (13-19 febbraio)          | Non è l'inferno              | Emma                           | 1                            |
| Settimana 8 (20-26 febbraio)          | La notte                     | Arisa                          | 4                            |
| Settimana 9 (27 febbraio-4 marzo)     | La notte                     | Arisa                          | 4                            |
| Settimana 10 (5-11 marzo)             | La notte                     | Arisa                          | 4                            |
| Settimana 11 (12-18 marzo)            | La notte                     | Arisa                          | 4                            |
| Settimana 12 (19-25 marzo)            | Somebody That I Used to Know | Gotye feat. Kimbra             | 8                            |
| Settimana 13 (26 marzo-1º aprile)     | Somebody That I Used to Know | Gotye feat. Kimbra             | 8                            |
| Settimana 14 (2-8 aprile)             | Somebody That I Used to Know | Gotye feat. Kimbra             | 8                            |
| Settimana 15 (9-15 aprile)            | Somebody That I Used to Know | Gotye feat. Kimbra             | 8                            |
| Settimana 16 (16-22 aprile)           | Somebody That I Used to Know | Gotye feat. Kimbra             | 8                            |
| Settimana 17 (23-29 aprile)           | Somebody That I Used to Know | Gotye feat. Kimbra             | 8                            |
| Settimana 18 (30 aprile-6 maggio)     | Somebody That I Used to Know | Gotye feat. Kimbra             | 8                            |
| Settimana 19 (7-13 maggio)            | Somebody That I Used to Know | Gotye feat. Kimbra             | 8                            |
| Settimana 20 (14-20 maggio)           | Cercavo amore                | Emma                           | 2                            |
| Settimana 21 (21-27 maggio)           | Cercavo amore                | Emma                           | 2                            |
| Settimana 22 (28 maggio-3 giugno)     | Payphone                     | Maroon 5 feat. Wiz Khalifa     | 1                            |
| Settimana 23 (4-10 giugno)            | Balada                       | Gusttavo Lima                  | 11                           |
| Settimana 24 (11-17 giugno)           | Balada                       | Gusttavo Lima                  | 11                           |
| Settimana 25 (18-24 giugno)           | Balada                       | Gusttavo Lima                  | 11                           |
| Settimana 26 (25 giugno-1º luglio)    | Balada                       | Gusttavo Lima                  | 11                           |
| Settimana 27 (2-8 luglio)             | Balada                       | Gusttavo Lima                  | 11                           |
| Settimana 28 (9-15 luglio)            | Balada                       | Gusttavo Lima                  | 11                           |
| Settimana 29 (16-22 luglio)           | Balada                       | Gusttavo Lima                  | 11                           |
| Settimana 30 (23-29 luglio)           | Balada                       | Gusttavo Lima                  | 11                           |
| Settimana 31 (30 luglio-5 agosto)     | Balada                       | Gusttavo Lima                  | 11                           |
| Settimana 32 (6-12 agosto)            | Balada                       | Gusttavo Lima                  | 11                           |
| Settimana 33 (13-19 agosto)           | Balada                       | Gusttavo Lima                  | 11                           |
| Settimana 34 (20-26 agosto)           | Il pulcino Pio               | Radio Globo                    | 8                            |
| Settimana 35 (27 agosto-2 settembre)  | Il pulcino Pio               | Radio Globo                    | 8                            |
| Settimana 36 (3-9 settembre)          | Il pulcino Pio               | Radio Globo                    | 8                            |
| Settimana 37 (10-16 settembre)        | Il pulcino Pio               | Radio Globo                    | 8                            |
| Settimana 38 (17-23 settembre)        | Il pulcino Pio               | Radio Globo                    | 8                            |
| Settimana 39 (24-30 settembre)        | Il pulcino Pio               | Radio Globo                    | 8                            |
| Settimana 40 (1º-7 ottobre)           | Il pulcino Pio               | Radio Globo                    | 8                            |
| Settimana 41 (8-14 ottobre)           | Il pulcino Pio               | Radio Globo                    | 8                            |
| Settimana 42 (15-21 ottobre)          | One Day/Reckoning Song       | Asaf Avidan                    | 2                            |
| Settimana 43 (22-28 ottobre)          | One Day/Reckoning Song       | Asaf Avidan                    | 2                            |
| Settimana 44 (29 ottobre-4 novembre)  | Skyfall                      | Adele                          | 4                            |
| Settimana 45 (5-11 novembre)          | Skyfall                      | Adele                          | 4                            |
| Settimana 46 (12-18 novembre)         | Skyfall                      | Adele                          | 4                            |
| Settimana 47 (19-25 novembre)         | Skyfall                      | Adele                          | 4                            |
| Settimana 48 (26 novembre-2 dicembre) | Gangnam Style                | Psy                            | 1                            |
| Settimana 49 (3-9 dicembre)           | Due Respiri                  | Chiara                         | 3                            |
| Settimana 50 (10-16 dicembre)         | Due Respiri                  | Chiara                         | 3                            |
| Settimana 51 (17-23 dicembre)         | Due Respiri                  | Chiara                         | 3                            |
| Settimana 52 (24-30 dicembre)         | Scream & Shout               | will.i.am feat. Britney Spears | 4                            |

- Balada di Gusttavo Lima, con 11 settimane di permanenza consecutive alla numero uno, è il singolo che ha passato più tempo in vetta alla classifica nel 2012.

## Classifica fine anno
| Brano                        | Artista/i                         | Certificazione |
| ---------------------------- | --------------------------------- | -------------- |
| Ai Se Eu Te Pego             | Michel Teló                       | Multiplatino   |
| Balada                       | Gusttavo Lima                     | Multiplatino   |
| Il pulcino Pio               | Radio Globo                       | Multiplatino   |
| Somebody That I Used to Know | Gotye feat. Kimbra                | Multiplatino   |
| La notte                     | Arisa                             | Multiplatino   |
| Ma Chérie                    | DJ Antoine feat. The Beat Shakers | Multiplatino   |
| Call Me Maybe                | Carly Rae Jepsen                  | Multiplatino   |
| Titanium                     | David Guetta feat. SiA            | Multiplatino   |
| One Day/Reckoning Song       | Asaf Avidan                       | Multiplatino   |
| Distratto                    | Francesca Michielin               | Multiplatino   |

Fonte